# Daihatsu Taft (LA900)
Pour les articles homonymes, voir Taft.
Pour d'autres utilisations, voir Daihatsu Taft.
La Daihatsu Taft (japonais: ダ イ ハ ツ ・ タ フ ト, Daihatsu Tafuto) série LA900 est une keijidōsha de style SUV multisegment produite par le constructeur japonais Daihatsu. Elle est construite sur la plate-forme Daihatsu New Global Architecture (DNGA) et a remplacé les Daihatsu Cast Activa et Sport,. Elle a été présentée pour la première fois au Tokyo Auto Salon 2020 en tant que prototype. Elle est en vente depuis juin 2020.

## Nom
La plaque signalétique "Taft" a été réactivée en 2020 après avoir été utilisée pour la dernière fois sur le Daihatsu Taft série F70 tout-terrain du marché indonésien en 2007.
Le nom "Taft" est l'abréviation de "Tough & Almighty Fun Tool" (outil amusant robuste et tout-puissant en français)

## Conception
La Taft emprunte sa conception globale au concept car WakuWaku, qui était l'un des quatre concepts de keijidōsha présentés au Salon de l'automobile de Tokyo 2019,.